# Wanjira Mathai
Wanjira Mathai (* Dezember 1971) ist ein kenianische Umweltschützerin und Aktivistin. Sie ist Geschäftsführerin für Afrika und globale Partnerschaften am World Resources Institute mit Sitz in Nairobi, Kenia. In dieser Funktion befasst sie sich mit globalen Themen wie Abholzung und Energiezugang. Sie wurde 2018 vom Magazin New African als eine der 100 einflussreichsten Afrikanerinnen ausgewählt. Dies geschah aufgrund ihrer Tätigkeit als leitende Beraterin beim World Resources Institute sowie ihrer Kampagne, im Rahmen ihrer Arbeit beim Green Belt Movement mehr als 30 Millionen Bäume zu pflanzen.

## Kindheit und Ausbildung
Mathai wurde in Kenia geboren und ist dort aufgewachsen. Ihre Mutter, Wangari Maathai, war eine soziale, ökologische und politische Aktivistin und die erste afrikanische Frau, die 2004 den Friedensnobelpreis erhielt.
Mathai war Schülerin der State House Girls' High School in Nairobi. Nach dem Abschluss der High School zog sie nach Geneva, New York, um das Hobart and William Smith College zu besuchen, wo sie Biologie studierte und 1994 ihren Abschluss machte. Sie erhielt einen Master-Abschluss in Public Health und Betriebswirtschaft von der Emory Universityty. Nach ihrem Universitätsabschluss wechselte Mathai zum Carter Center, wo sie an der Seuchenprävention arbeitete. Hier erfuhr sie mehr über Krankheiten, die afrikanische Gemeinschaften betrafen, wie Drakunkulose, Onchozerkose und lymphatische Filariose.

## Forschung und Karriere

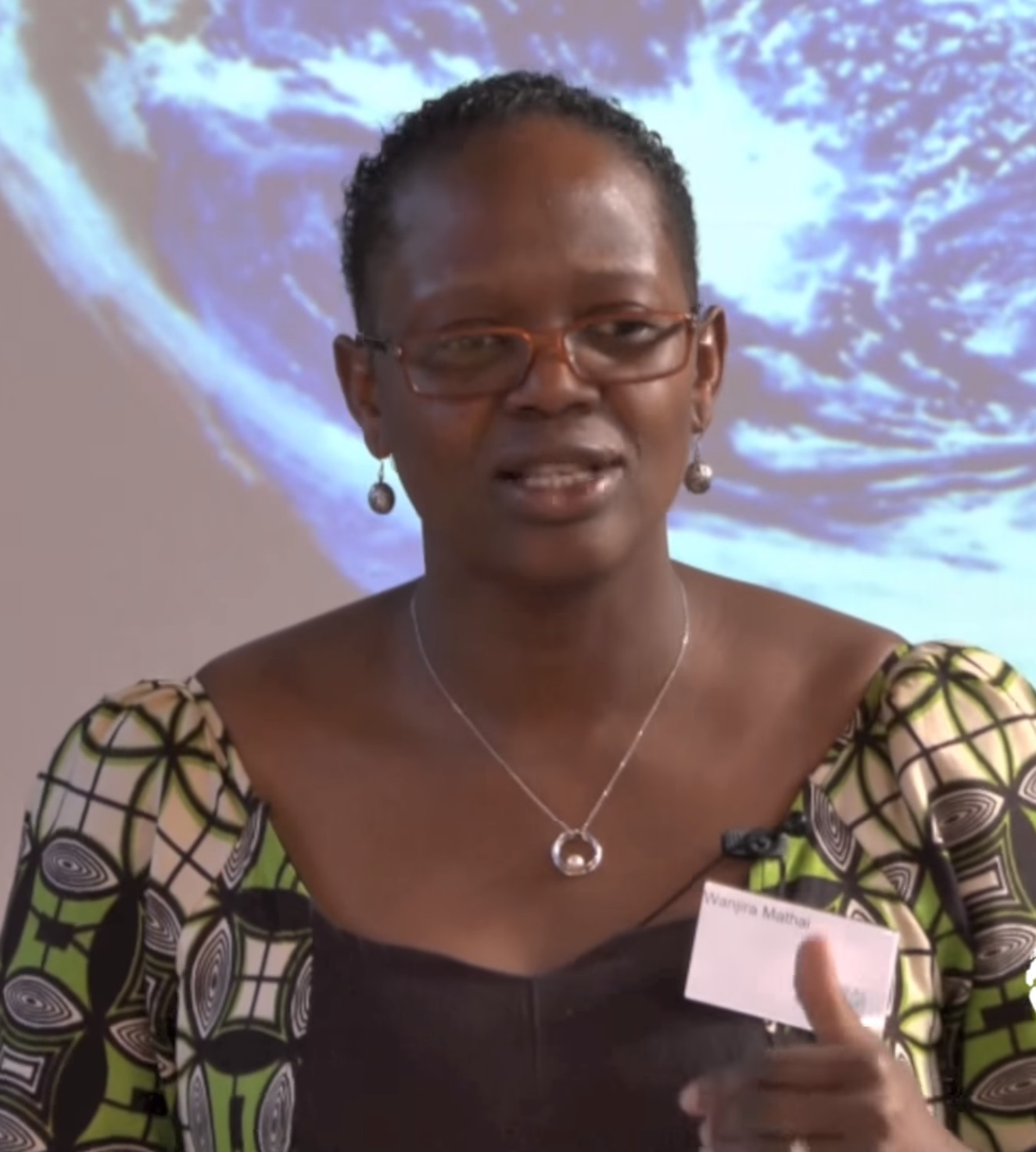
Die kenianische Umweltaktivistin Wanjira Mathai spricht beim Global Scholars Symposium 2013

### Die Green Belt-Bewegung
Mathai ist Mitglied des World Future Council und des Vorstands der Green Belt Movement (GBM). Die Organisation wurde 1977 von Wanjiras Mutter Wangari gegründet. Mathai war ab 2002 Direktorin für internationale Angelegenheiten der GBM und wurde später zur Geschäftsführerin der Organisation ernannt. Bei dieser Organisation leitete sie Fundraising-Programme, überwachte die Ressourcenmobilisierung und förderte die internationale Öffentlichkeitsarbeit. Sie stellte fest, dass Frauen eher reagierten, als die GBM die Menschen aufforderte, beim Pflanzen von Bäumen zu helfen. Mathai sagte, dass ihre Arbeit beim Pflanzen von Bäumen, auch Agroforstwirtschaft genannt, von der Umweltarbeit ihrer Mutter inspiriert wurde. Nachdem ihre Mutter 2004 den Friedensnobelpreis erhalten hatte, begleitete Mathai sie auf einer Weltreise. Als ihre Mutter 2011 starb, half Mathai, die Organisation durch eine Zeit des Übergangs zu führen.

### Andere Organisationen und Stiftungen

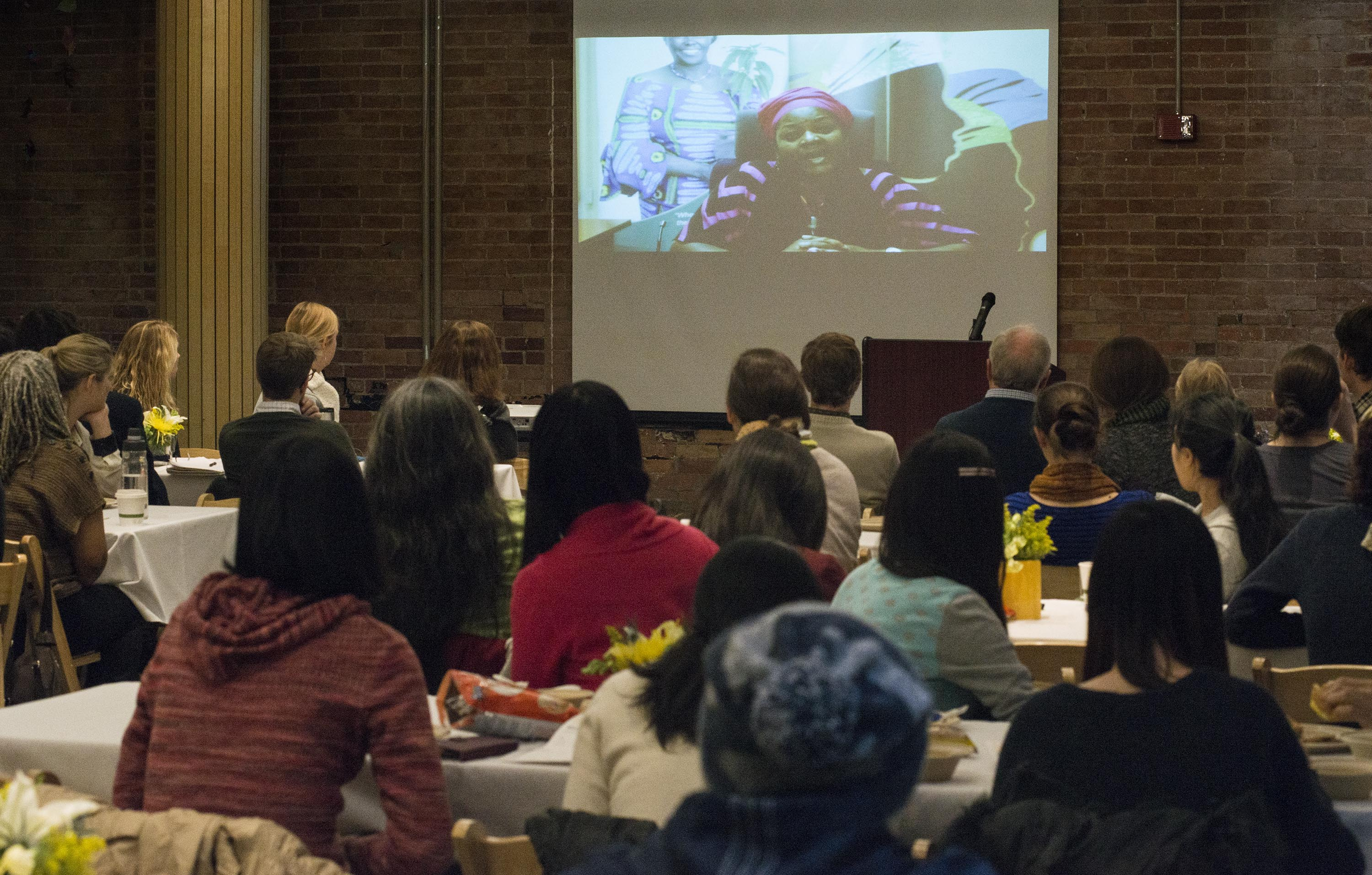
Mathai spricht als Direktor des Wangari Maathai Institute

Mathai ist leitende Beraterin der Partnerschaften für Unternehmerinnen im Bereich erneuerbare Energien. Das Projekt fördert Frauen in Führungspositionen im Bereich der erneuerbaren Energien, um fast vier Millionen Frauen in Ostafrika mit erneuerbaren Energien zu versorgen. Für Mathai ist das Engagement von Frauen im Bereich erneuerbarer Energien eine Form der wirtschaftlichen Stärkung und der Erfüllung mehrerer Ziele für nachhaltige Entwicklung. Trotz der Modernisierung in Kenia verbringen Frauen immer noch mehrere Stunden am Tag mit dem Sammeln von Brennholz, und die Hälfte aller Todesfälle bei Kindern unter fünf Jahren ist auf die Luftverschmutzung in den Haushalten zurückzuführen. Mathai ist Mitglied des Beirats der Clean Cooking Alliance und Mitglied des Earth Chapter International Council. Sie ist außerdem Mitglied des Kuratoriums des Center for International Forestry Research (CIFOR). Sie ist auch eine der wenigen Sechs-Sekunden-EQ-Praktikerinnen. Diese Praktiker versuchen, emotionale Intelligenz zu fördern und andere dabei zu unterstützen, eine Kultur der Positivität zu schaffen.
Seit 2016 ist Mathai Vorsitzender der Wangari Maathai Foundation. Die Stiftung möchte das Erbe von Wangari Maathai fortführen, indem sie eine zielstrebige Kultur fördert, in der junge Menschen als Führungspersönlichkeiten fungieren. Auf die Frage nach ihrer Arbeit für die Stiftung antwortete Mathai: „Ich lebe nicht im Schatten meiner Mutter, ich sonne mich in ihrem Licht …“. Die Stiftung hat drei Prioritäten: die Erhaltung des Wangari Muta Maathai House, die Vermittlung von Führungsqualitäten an Jugendliche, um Kreativität und Mut in jungen Jahren zu fördern (Wanakesho), und eine Gemeinschaft für junge Menschen. Als Beispiel für ihren Glauben an die Bedeutung der Jugendbildung fungierte sie als Projektleiterin des Wangari Maathai Institute for Peace and Environmental Studies an der Universität Nairobi (WMI). Dieses Institut konzentriert sich auf die Förderung positiver Ethik und nachhaltiger Entwicklung. Die Ausbildung junger Menschen war schon immer eines von Mathais Zielen. Sie erklärt: „Der Mensch wird nicht korrupt geboren. Irgendwann wird dieses Verhalten durch eine Kultur gefördert, die individuellen Gewinn über kollektiven Fortschritt stellt.“ Sie ist davon überzeugt, dass die Ausbildung junger Menschen zum Friedensprozess und zur Verringerung der Korruption in Kenia beitragen wird, da aus jungen Menschen künftige Führungspersönlichkeiten werden. Sie spricht oft über diese Themen, da sie eine Motivationsrednerin zu den Themen Jugendführung, Umwelt und Klimawandel ist.
Darüber hinaus ist Mathai Vorstandsmitglied des World Agroforestry Center (ICRAF) in Kenia. Im Jahr 2018 wurde Mathai vom New African Magazin zu einem der 100 einflussreichsten afrikanischen Menschen gewählt, sowie zu einer der einflussreichsten afrikanischen Frauen der African Leadership University.
Seit Dezember 2019 ist Mathai Vizepräsidentin und Regionaldirektorin für Afrika beim World Resources Institute. In dieser Funktion überzeugte Mathai die kenianische Umweltministerin Judi Wakhungu, sich zu verpflichten, bis 2030 12,6 Millionen Hektar abgeholztes Land in Kenia wiederherzustellen und baute dabei auf dem Erbe ihrer Mutter als Umweltaktivistin auf. Dies ist Teil der African Forest Landscape Restoration Initiative (AFR100), die Mathai beaufsichtigt, einer Initiative zur Wiederherstellung von mehr als 100 Millionen Hektar abgeholztem Land in Afrika bis 2030.

## Auszeichnungen
In April 2023, TIME magazine named Wanjira as one of the top 100 most influential people of  2023.
2025 fand die 6. SUNHAK-Friedenspreisverleihung in Seoul/Korea statt. Wanjira Mathai aus Kenia wurde für ihre herausragende Führungsrolle im Umweltbereich, insbesondere durch die AFR100-Initiative und das Green Belt Movement, ausgezeichnet.